# Mateusz Michałek
Mateusz Michałek (ur. 19 maja 1986) – polski matematyk zajmujący się geometrią algebraiczną i kombinatoryką algebraiczną.

## Życiorys
Studiował matematykę teoretyczną na Wydziale Matematyki i Informatyki Uniwersytetu Jagiellońskiego. Studia ukończył w 2008 z wyróżnieniem broniąc pracę magisterską napisaną pod kierunkiem Sławomira Cynka. W 2012 doktoryzował się na Université Joseph Fourier w Grenoble oraz Instytucie Matematycznym Polskiej Akademii Nauk w Warszawie na podstawie rozprawy pt. Toric Varieties: phylogenetics and derived categories, napisanej pod kierunkiem Jarosława Wiśniewskiego i Laurenta Manivela. Laureat Nagrody im. Kazimierza Kuratowskiego w 2015.
Od 2017 do 2020 roku był zatrudniony jako Research Group Leader w prestiżowym niemieckim Instytucie Maxa Plancka w Lipsku. W październiku 2020 roku objął stanowisko profesora matematyki na Uniwersytecie w Konstancji w Niemczech. 
Swoje prace publikował w takich czasopismach jak m.in. „Advances in Mathematics”, „Collectanea Mathematica”, „Journal of Algebra”, „The American Mathematical Monthly”, „Algebras and Representation Theory”, "Journal of the European Mathematical Society", "Electronic Journal of Combinatorics" oraz "Applied and Computational Harmonic Analysis".